# Koobor
Koobor — рід ссавців з підкласу сумчастих. Родова назва «koobor» пов'язана з легендою аборигенів, у якій дехто на ім'я Koobor вкрав у всіх воду був перетворений на перше коала. Рід був вперше описаний по верхньому першому моляру в «Місцевій фауні Блаффа Даунса» (Bluff Downs Local Fauna) північно-східного Квінсленду (Koobor jimbarratti). Той же Арчер виявив, що знайдений раніше в англ. Chinchilla Local Fauna, південно-східний Квінсленд, фрагмент верхньої щелепи, описаний як Pseudocheirus notabilus насправді є другим видом даного роду (Koobor notabilis). Аплін та Арчер у 1987 році висловили непевність щодо родинної приналежності роду Koobor і залишили його в підряді Вомбатовиді без того, щоб вказувати родину. Тому формально цей коалоподібний рід не входить до жодної родини, чекаючи на кращі зразки. Рід вирізняється тим що має два гострих виступи на верхньому третьому передкутньому зубі, довші й вужчі кутні зуби, розтиральні форми зубів мають форму півмісяця й відносно розвинутий невеликий виступ на параконі першого верхнього кутнього зуба.